# Jewgeni Issatschenko
Jewgeni Issatschenko (russisch Евгений Исаченко; * 11. Dezember 1988) ist ein ehemaliger russischer Naturbahnrodler, der im Doppelsitzer startete.

## Werdegang
Issatschenkos erster internationaler Wettkampf war die Junioreneuropameisterschaft 2005 in Kandalakscha. Zusammen mit Artjom Sergin belegte er mit großem Rückstand den neunten und letzten Platz. Ab 2006 startete Issatschenko zusammen mit Konstantin Larionow im Doppelsitzer. Im Januar 2006 nahmen sie an der Europameisterschaft in Umhausen teil, wo sie als 14. nur auf den letzten Platz fuhren. Drei Wochen später erzielten sie bei der Juniorenweltmeisterschaft 2006 in Garmisch-Partenkirchen unter elf gestarteten Doppelsitzerpaaren den siebten Platz. In den nächsten beiden Jahren nahmen sie nur an Juniorenmeisterschaften teil: Bei der Junioreneuropameisterschaft 2007 in St. Sebastian und der Juniorenweltmeisterschaft 2008 in Latsch fuhren sie jeweils unter elf gestarteten Doppelsitzern auf den achten Platz. Nach 2008 nahmen sie an keinen internationalen Wettkämpfen mehr teil. Im Weltcup sowie im Interkontinentalcup war Jewgeni Issatschenko nie am Start.

## Erfolge
(wenn nicht anders angegeben, Doppelsitzer mit Konstantin Larionow)

### Europameisterschaften
- Umhausen 2006: 14. Doppelsitzer

### Juniorenweltmeisterschaften
- Garmisch-Partenkirchen 2006: 7. Doppelsitzer
- Latsch 2008: 8. Doppelsitzer

### Junioreneuropameisterschaften
- Kandalakscha 2005: 9. Doppelsitzer (mit Artjom Sergin)
- St. Sebastian 2007: 8. Doppelsitzer